# Ameivula jalapensis
Ameivula jalapensis es una especie de lagarto del género Ameivula, perteneciente a la familia Teiidae. Fue descrita científicamente por Colli, Giugliano, Mesquita & Franca en 2009.

## Distribución
Se encuentra en Brasil (Tocantins).